# The Time Meddler
The Time Meddler (El entrometido del tiempo) es el noveno y último serial de la segunda temporada de la serie británica de ciencia ficción Doctor Who, que se emitió originalmente en cuatro episodios semanales del 3 al 24 de julio de 1965. La historia está ambientada en la costa noreste de Inglaterra a finales del verano de 1066 y en ella Steven Taylor (Peter Purves) debuta como acompañante oficial del Primer Doctor tras meterse de polizón en la TARDIS durante los eventos del serial anterior, The Chase. También debuta uno de los villanos recurrentes de la serie, el Monje Entrometido (Peter Butterworth).

## Argumento
El Doctor y Vicki se encuentran a Steven Taylor dentro de la TARDIS después de que este, desorientado, se colara dentro. Cuando la TARDIS aterriza en una playa rocosa y todos salen fuera, a Steven le toma un tiempo convencerse de que la TARDIS realmente tiene el poder de viajar en el espacio y el tiempo.
El Doctor averigua que están en el siglo X y se dirige a un pueblo cercano de los sajones. Mientras Steven y Vicki examinan los acantilados, les vigila un extraño monje. En un monasterio cercano se oirán cánticos de un coro de monjes, a pesar de que sólo se ha visto a uno de ellos. Los cánticos comienzan a ralentizarse como una cinta reproducida lentamente, y el Doctor se dirigirá al monasterio para investigar. El monje le deja entrar y dentro encuentra instrumentos futuristas, como un gramófono, una tostadora y una tetera moderna.
Entre varios ires y venires, el Doctor, Steven y Vicki descubren que El Monje es del mismo planeta que el Doctor, ya que tiene una TARDIS disfrazada de sarcófago (el término Señores del Tiempo no se utiliza todavía); y que sus intenciones son intervenir en la historia para cambiarla "a mejor", en este caso, impidiendo la invasión vikinga que tendrá lugar poco después. Finalmente, el grupo consigue detener al Monje entrometido y lo dejan atrapado en el siglo X. 

### Continuidad
- The Time Meddler es el primer ejemplo de lo que se conoce en Doctor Who como historia "pseudo-histórica", la que usa el pasado como ambientación para un relato de ciencia ficción, a diferencia de las historias puramente históricas que tienen lugar en el pasado pero no tienen elementos de ese género más allá de los personajes regulares y la TARDIS.
- Es la primera vez que aparece otro miembro de la raza del Doctor sin contar a su nieta (aunque aún no son conocidos como Señores del Tiempo). No se revela el nombre del Monje en la historia, simplemente le llaman "El Monje", "El Monje Entrometido" o "El Entrometido del Tiempo".
- El personaje haría una segunda aparición en televisión en la épica The Daleks' Master Plan.
- Por un error de Maureen O'Brien durante la grabación, se dice que el acrónimo TARDIS significa "Tiempo y Dimensiones Relativas en el Espacio" (en vez de "Dimension Relativa" en singular, como se dice en An Unearthly Child), y este error se conservó durante casi toda la historia posterior de la serie con excepciones ocasionales. El nombre original en singular se restableció en el primer episodio de la serie de 2005, Rose, y desde entonces se ha mantenido en singular.
- Vicki y el Doctor hablan de la marcha de Ian Chesterton y Barbara Wright que ocurrió en The Chase y el Doctor también menciona la marcha de Susan que ocurrió en The Dalek Invasion of Earth. Más tarde el Doctor echa de menos los conocimientos de historia de Barbara.
- Imágenes del Doctor de esta historia aparecen en la proyección del dispositivo de datos de los Cybermen en El siguiente Doctor (2008).

## Producción
| Episodio          | Fecha de emisión    | Duración | Espectadores en millones | Estado en el archivo |
| ----------------- | ------------------- | -------- | ------------------------ | -------------------- |
| The Watcher       | 3 de julio de 1965  | 24:05    | 8,9                      | Película de 16mm     |
| The Meddling Monk | 10 de julio de 1965 | 25:17    | 8,8                      | Película de 16mm     |
| A Battle of Wits  | 17 de julio de 1965 | 24:10    | 7,7                      | Película de 16mm     |
| Checkmate         | 24 de julio de 1965 | 24:00    | 8,3                      | Película de 16mm     |
| [ 2 ] [ 3 ] [ 4 ] |                     |          |                          |                      |

El título provisional de esta historia era The Monk (El monje).
Durante la producción de esta historia debutó el nuevo productor, John Wiles. William Hartnell, disgustado por los numerosos cambios que se hizo a la producción tuvo un berrinche durante los ensayos.
El metraje del barco vikingo se sacó de un noticiario cinematográfico de la BBC sobre una recreación vikinga en la costa sur de Inglaterra. En la edición remasterizada en DVD, este metraje se restauró desde la película original, y se incluyó el noticiario completo en los extras del DVD.
Los episodios uno, tres y cuatro desaparecieron de los archivos de la BBC durante la purga de los archivos de los años setenta. En 1985 se devolvieron grabaciones editadas de los cuatro episodios desde Nigeria, y las copias completas de los episodios uno y tres se encontraron en 1992. Falta una escena corta del episodio cuarto que muestra un acto de violencia que fue censurada. En la edición en DVD de 2008 se incluye como extra el audio de esa secuencia perdida con extractos del guion original y texto explicativo: parece que los dos Vikingos eran atravesados por espadas sajonas gracias al uso de maniquíes.